# Stenomylus
Stenomylus — вимерлий рід мініатюрних верблюдових, що походить з Північної Америки, відомий з епох олігоцену та міоцену (23,1~16,3 млн років). Його назва походить від грецьких στενός (stenós, «вузький») та μύλος (mýlos, «моляр»). Stenomylus був надзвичайно мініатюрним порівняно з іншими стародавніми та сучасними верблюдовими, його середній зріст становив лише 61 см. Це була струнка тварина з довгою шиєю, що мала певну схожість із сучасною газеллю.

## Опис

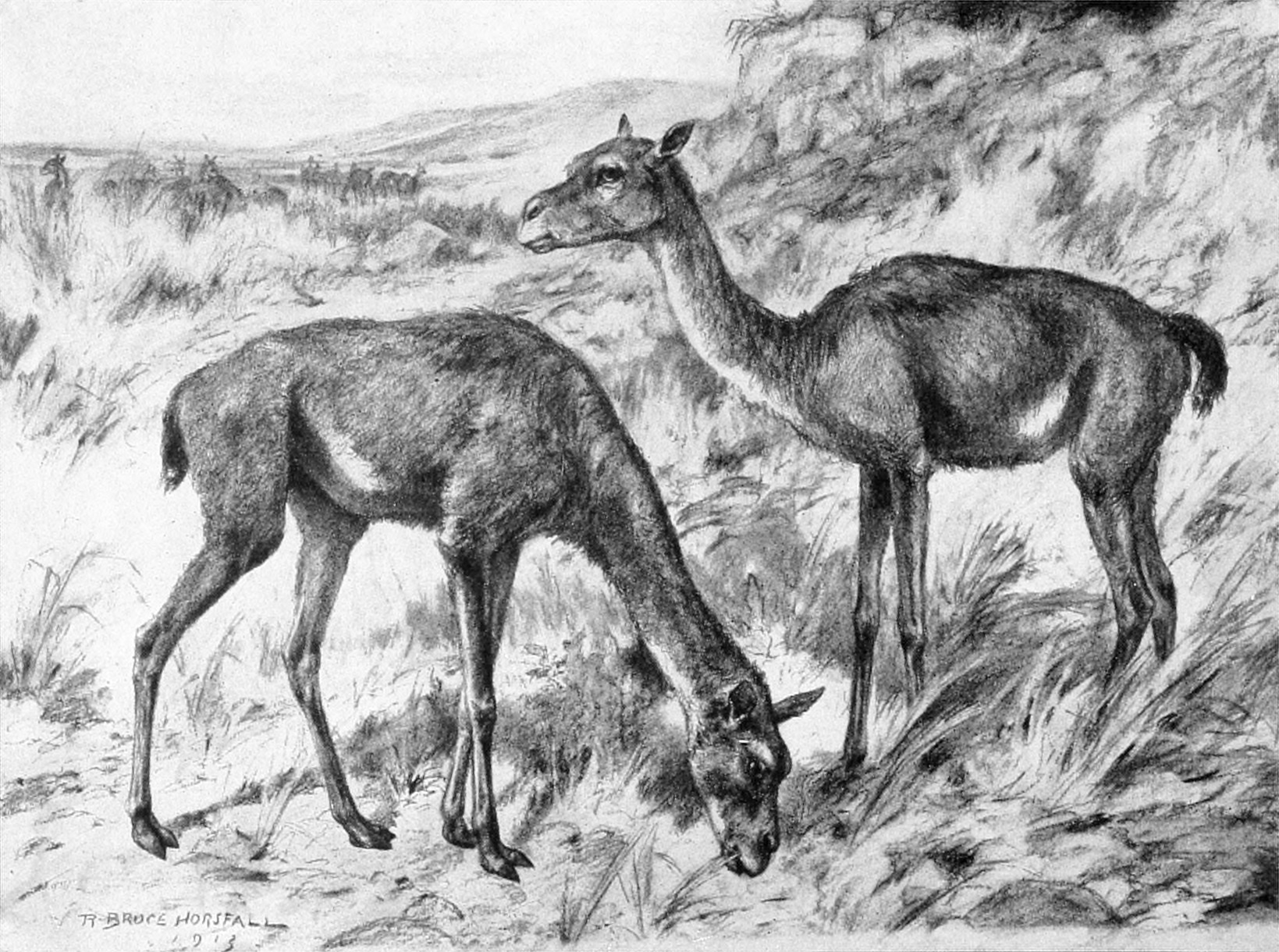
Художня реконструкція

Попри те, що був верблюдовим, витончений Stenomylus був дуже схожий на сучасних газелей. Ноги були надзвичайно видовженими та мали лише два пальці; на ногах були окремі п'ясткові кістки, але в деяких видів спостерігалося початкове зрощення п'ясткових кісток, особливо в плюсневій кістці. Нігтьові фаланги свідчать про наявність копит, подібних до оленячих, а не м'ясистих подушечок, як у сучасних верблюдів.
Шия була значно видовжена, що робило його віддалено схожим на сучасного геренука. Голова була малою, округлою та з короткою мордою. Носові кістки, розташовані досить далеко назад у черепі, свідчать про наявність невеликого хоботка або принаймні м'язових хапальних губ. Ця характеристика ще більше підкреслена у спорідненого (і трохи пізнішого) Rakomylus. Зубна система Stenomylus була дуже спеціалізованою: передні зуби були малими, а третій різець, як і перший премоляр, були схожі на ікло. Верхні другий і третій премоляри були дуже малими, а між першим і другим премолярами була діастема. Як верхні, так і нижні моляри мали гіпсодонтну будову та мали глибоке коріння навіть у дорослих особин.

## Класифікація
Stenomylus — це дуже спеціалізований рід верблюжих, класифікований в окрему підродину Stenomylinae, яка, ймовірно, виникла наприкінці олігоцену.